# 廉江站
廉江站，位于中华人民共和国广东省湛江市廉江市罗州街道，是黎湛铁路上的火车站，建于1955年。由南宁铁路局玉林车务段管辖。

## 車站周邊
- 廉江市第四小学
- 中国邮政储蓄银行沙岭路储蓄所

## 歷史
- 建于1954年。
- 1955年全线通车，此站也于同年启用。

## 业务办理
办理旅客乘降，行李包裹到发，货运则办理整车，集装箱到发，危险货运只办理农药到发。

## 外部連結
- 中国铁路客户服务中心 （页面存档备份，存于）